# Мастоптоз

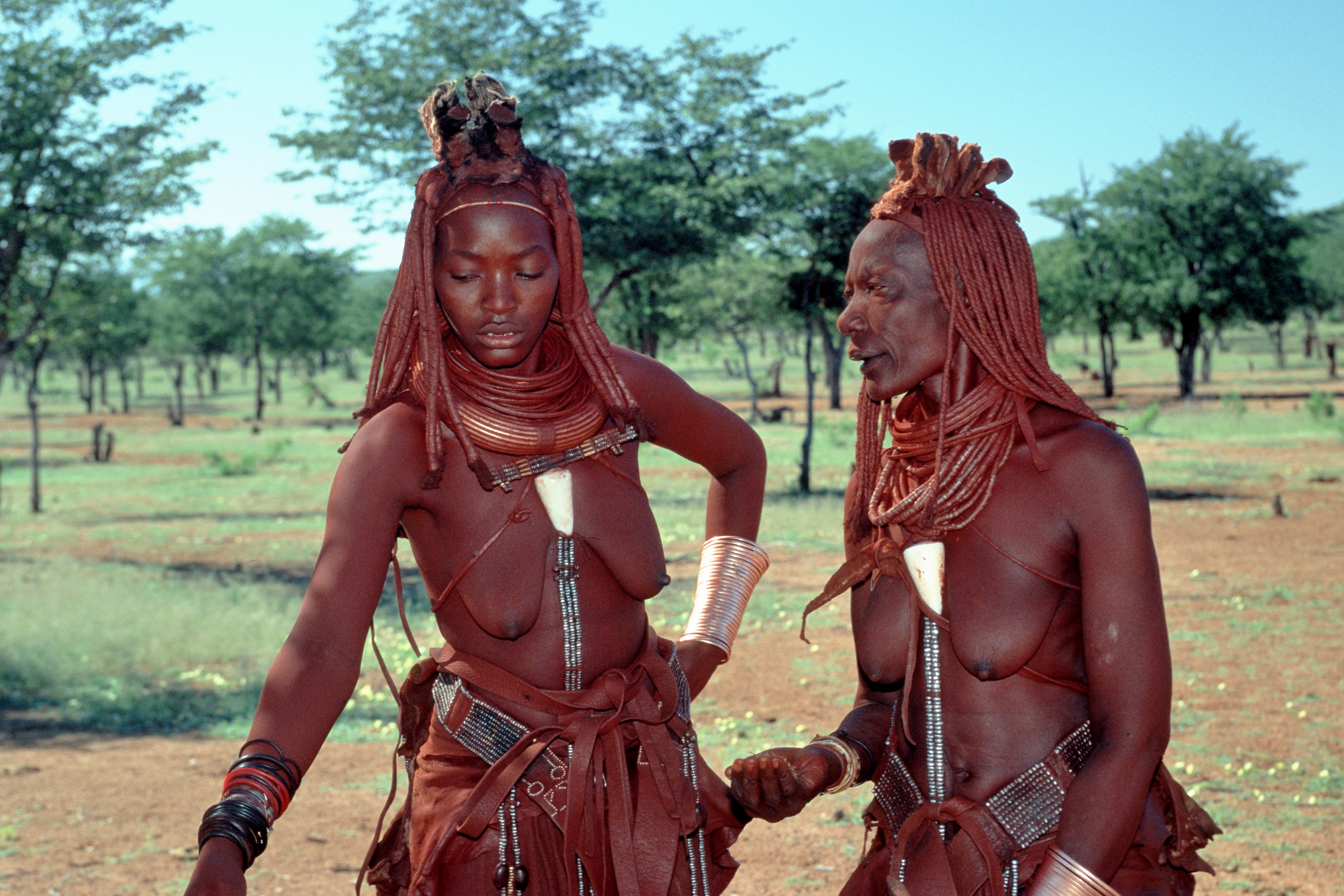
Намібійські донька та мати

Мастоптоз — опускання і втрата пружності молочними залозами, природний ефект старіння. Попри поширені уявлення, не пов'язаний з грудним вигодовуванням і не профілактується носінням бюстгальтера. Носіння бюстгальтера, згідно з новими дослідженнями, навпаки провокує обвисання грудей.
Мастоптоз — природний ефект старіння, а також генетично обумовлена ознака. Швидкість і виразність мастоптозу залежать від спадковості, паління, індексу масит тіла, кількості вагітностей, розміру грудей до вагітності і віку.
Спадковість визначає еластичність і розмір грудей, а також баланс жиру і залозистої тканини. Набір ваги зі збільшенням грудей і зростанням їх еластичності також впливають на розвиток мастоптозу.

## Класифікація
Пластичні хірурги класифікують мастоптоз за положенням соска стосовно складки під грудьми (точки, в якій нижня поверхня грудей кріпиться до грудної клітки). На останній стадії мастоптозу соски знаходяться нижче від складки і спрямовані вниз.

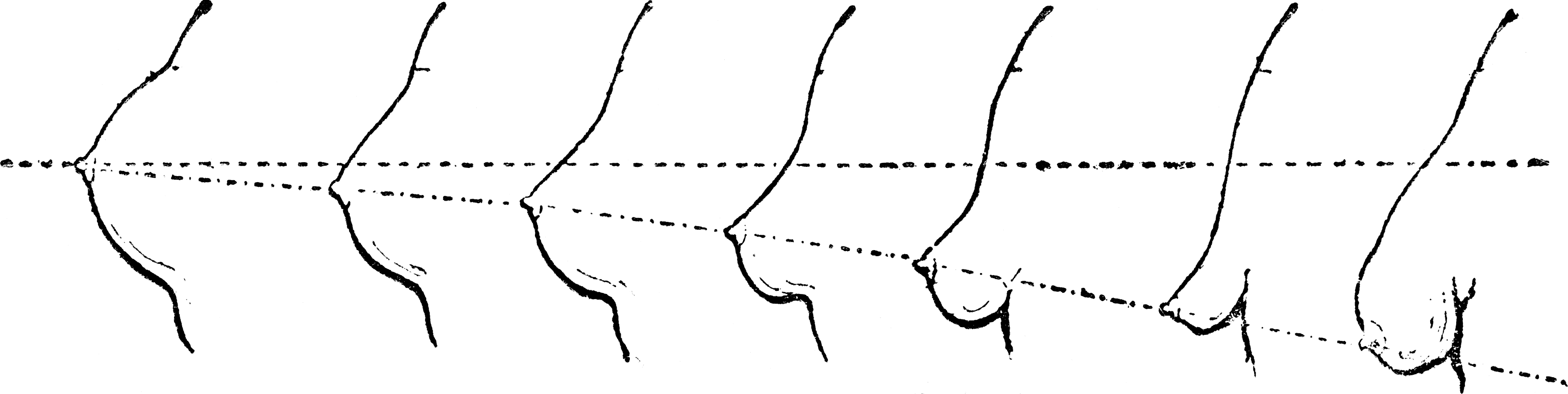
З ліва на право: здорові груди, 1, 2, 3 стадії, псевдоптоз, паренхіматозна диспропорція і 4 стадія

Модифікована шкала Рено для визначеності стадійності мастоптозу:
- I: легкий птоз: сосок знаходиться на рівні складки і над більшістю решти тканини;
- II: середній птоз: сосок знаходиться під складкою, але вище більшості решти тканини;
- III: розвинений птоз: сосок нижче складки і на рівні максимальної проєкції грудей;
- IV: сильний птоз: сосок набагато нижче складки і спрямований в підлогу.

- Псевдоптоз — сосок знаходиться або на рівні складки, або над нею, але нижня частина грудей відвисає за неї; зазвичай проявляється після припинення грудного вигодовування.

- Паренхіматозна диспропорція — складка знаходиться дуже високо, у нижній частині грудей недостатньо повноти, сосок і ареола відносно близькі до складки. Зазвичай це вада розвитку[8].

## Структура грудей
Грудна залоза не містить м'язів і складається з м'якої залозистої тканини, молочних залоз, молочних проток, жирової тканини і куперових зв'язок.
Залози протягом життя майже не змінюються, варіює тільки кількість жиру навколо залози. Хоча точні механізми, що визначають форму і розмір грудей, більшою мірою невідомі, ключовою тут є кількість і розподіл жирової тканини (і, меншою мірою, залозистої). Куперові зв'язки трохи[уточнити] допомагають тримати форму грудей за рахунок сполучної тканини, хоча їх безпосередня функція поки не з'ясована.

## Причини
Хоча операції з корекції мастоптозу — мастопексії — є одними з найпоширеніших серед пластичних операцій (понад 100000 в США щорічно), дослідження причин і факторів ризику мастоптозу залучили мало уваги з боку медичного співтовариства. Так, огляд Реньо 1976 року вказує серед причин нестачу жіночих статевих гормонів, втрату ваги, дерматохалазію і післяопераційні ускладнення, а розділ довідника з естетичної грудної хірургії 1990 року вказує два додаткові фактори: надмірна вага грудей (понад 400 г) і слабкість зв'язок. Ці висновки ґрунтуються на особистому досвіді лікарів і здоровому глузді, але не підтверджені науковими дослідженнями.
Мастоптоз частково визначається спадковими факторами — еластичністю шкіри, щільністю грудей (співвідношенням легкого жиру до важких залоз). Частково він викликається старінням залозистої тканини.
Пластичний хірург з університету Кентуккі Брайан Ринкер повідомив, що зустрічав безліч жінок, які вважали, що груди втрачають форму через грудне вигодовування, причому ця версія була звичною і серед медичних працівників. Він вирішив з'ясувати, чи так це, і з 1998 по 2006 рік проінтерв'ював разом з іншими дослідниками 132 жінок, які збиралися робити операцію зі збільшення грудей або підтяжку. Аналіз історій хвороб цих жінок, їх індексів маси тіла, кількості вагітностей, розміру грудей до вагітності і паління. Результати досліджень були оприлюднені на конференції і в журналі Американського товариства пластичної хірургії (Американське товариство пластичних хірургів).
Згідно з дослідженням, факторами ризику для розвитку мастоптозу є вік, періоди схуднення більш ніж на 50 фунтів (біля 20 кг), високий індекс маси тіла, великі розміри чашок використовуваних бюстгальтерів, кількість вагітностей і паління. Зв'язку розвитку обвисання грудей з наявністю і тривалістю грудного вигодовування, регулярними вправами на розвиток м'язів верхньої частини торсу і набором ваги при вагітності дослідження не виявило. Крім того, мастоптоз посилюється з кожною вагітністю, а куріння посилює мастоптоз в післяпологовому періоді. Ринкер пов'язує це з тим, що паління знищує підтримуючий груди еластин. Крім того, мастоптоз природньо розвивається з віком через тяжіння Землі, що сильніше впливає на жінок з великим розміром грудей. Четвертою причиною були набір ваги і схуднення.
Як зазначає Рінкер, результати дослідження не можна прямолінійно поширити на всіх жінок, оскільки його дизайн — ретроспективне нерандомізироване дослідження пацієнток, які бажають скорегувати свої груди — не дозволяє цього, зміщуючи дані в бік сильнішої представленості жінок з вираженим мастоптозом.

### Біг
Під час бігу груди рухаються в трьох вимірах (вертикально, горизонтально і всередину/назовні), описуючи вісімку. Вільний рух великих грудей без підтримки може посилювати обвисання. Досліджено, що при бігу понад 50 % рухів грудей вертикальні, 22 % горизонтальні і 27 % — всередину і назовні. За дослідженням 2007 року, серед спортивних бюстгальтерів більш ефективні ті, у яких кожна з грудей знаходиться в окремій кишені (зменшують переміщення у двох напрямках), а не компресійні, що притискають груди до тіла (лише в одному). Раніше вважалося, що бюстгальтери з окремими порожнинами для кожної груді потрібні тільки жінкам з великим розміром, а маленькі і середні груди краще утримувати компресійними бюстгальтерами.

### Вагітність
Під час вагітності яєчники і плацента виробляють естрогени і прогестерон, які стимулюють від 15 до 20 часточок молочної залози. При кожній вагітності груди розтягуються і стискаються при наборі і втраті ваги. До того ж, навіть після закінчення лактації залози залишаються збільшеними деякий час, що посилює мастоптоз.

### Вік
Після настання менопаузи мастоптоз посилюється через зниження еластичності шкіри. Частково це викликано зменшенням кількості естрогенів, які, крім прямого впливу на повноту та еластичність тканини, також потрібні для підтримки рівня колагену, з якого більшою мірою складається сполучна тканина грудей (з віком вона всихає).

## Бюстгальтери
Оскільки груди не містять м'язів, їх форму неможливо змінити з допомогою фізичних вправ. Багато жінок помилково вважають, що носіння бюстгальтера запобігає обвисанню грудей. Ні дослідники, ні виробники бюстгальтерів, ні працівники охорони здоров'я не знайшли підтвердження цієї теорії. Виробники бюстгальтерів обережно стверджують, що бюстгальтери впливають на форму грудей тільки при носінні.

### Бюстгальтери не запобігають мастоптозу
Роберт Манселл (англ. (англ. Robert Mansell), професор хірургії в Університетському госпіталі Вельсу в Кардіффі, стверджує, що «не бюстгальтери оберігають груди від обвисання, беручи до уваги розтягування грудних лігаментів і провисання в зрілому віці, це відбувається дуже часто і саме по собі, а причиною цього є вага, часто важких грудей, а їх власниці носять бюстгальтери, що не запобігає мастоптозу». Джон Діксі (англ. (англ. John Dixey), який у той час обіймав позицію CEO компанії Playtex, погодився з Манселлом: «У нас немає медичних доказів того, що носіння бюстгальтера може запобігти мастоптозу, тому що груди — не м'яз, і їх неможливо тримати у формі».
Дебора Франклін (англ. (англ. Deborah Franklin), авторка статей з медицини та науки, в журналі Health порівняла міф про постійне носіння бюстгальтера з аналогічним повір'ями щодо корсетів.
Франклін взяла інтерв'ю у Христини Гейкок, жінки-хірурга в Медичному університеті Нью-Джерсі і експертки в галузі спортивної медицини. Докторка Гейкок сказала про те, що лігаменти Купера не мають ніякого відношення до опорної тканини і лише ділять груди на частини. Вона також зазначила, що груди починаєють обвисати з віком, і зазвичай це сильніше виражено у жінок з великим розміром грудей, але мастоптоз не має відношення ні до лігаментів, ні до розміру грудей. Вона порадила носити бюстгальтер у випадку, якщо жінка відчуває біль при вправах або якщо їй хочеться створити певний стиль в одязі, але в цілому навіть якщо жінка з великими грудьми буде займатися без ліфа, це не призведе до незворотних змін, а жінки з розміром A часто найбільш комфортно себе почувають зовсім без бюстгальтера.

### Бюстгальтери викликають мастоптоз
У Франції було проведено три багаторічних дослідження, які довели, що у жінок, які не носять бюстгальтерів під час спортивних вправ, мастоптоз не сильніший, ніж у тих, що носять, і що груди можуть сильніше обвисати від носіння бюстгальтера. Докторка Летиція П'єро і доктор Жан-Дені Руайон, спортивний лікар в академічній клініці, провели декілька досліджень, присвячених впливу бюстгальтерів на мастоптоз.
У 2003 році П'єро опублікувала результат річного дослідження, в якому детально досліджувала 33 жінок, які займалися спортом принаймні 4 години на день. Вони погодилися на рік зовсім припинити носити бюстгальтер. Чотири рази проводилися біометричні дослідження грудей і сосків. Перед початком дослідження більшість жінок повідомило про те, що відчувають невеликий дискомфорт при носінні бюстгальтера, а до кінця року 88 % повідомили, що у них посилилося відчуття комфорту. Оцінка фізичного стану пацієнток показала посилення м'язів-обертачів і грудних м'язів, меншу кількість стрий і загальне поліпшення положення соска по відношенню до плечового суглобу. Груди не тільки не обвисли, але стали більш пружними.
Даний результат був підтверджений Руайоном в 2007, коли він опублікував трирічне дослідження 250 француженок. Досліджувалась відносна висота соска по відношенню до ключиці в положеннях стоячи і лежачи. Вимірювання проводилися щопівроку. У досліджених жінок відстань від соска до плеча зменшилася, а становище соска по відношенню до нижньої частини грудей покращився. Дослідник дійшов висновку, що бюстгальтери не покращують форму грудей.
У 2013 році Руайон оновив свої знахідки після 15 років вивчення анатомії 320 жінок віком до 35 років. Він прийшов до висновку про те, що бюстгальтери є «помилковою необхідністю», і що багатьом жінкам вони просто не потрібні: «З медичної, фізіологічної і анатомічної точок зору груди не отримують ніякої користі». Згідно з попередніми результатами дослідження, груди тих жінок, які ходили без бюстгальтера понад рік, були пружніші і менше піддавалася мастоптозу. Одним з прикладів була жінка з некомфортно великими грудьми, через два роки неносіння бюстгальтера відбулося поліпшення. Доктор Руайон припустив, що при носінні бюстгальтерів підтримуючі лігаменти слабшають за відсутності навантаження, що викликає в'ялість при знятті бюстгальтера. Методологія досліджень, втім, була піддана сумнівам.
У менш масштабному японському дослідженні 11 жінок віком від 22 до 39 років вимірювали при тримісячному носінні «добре підібраного» бюстгальтера і при відсутності бюстгальтера ще три місяці. Результати дослідження показали, що в першому випадку груди були більшими і розташовувались нижче. Значення окружності під грудьми зменшилися, а над грудьми — збільшилися, нижня частина грудей перемістилася вниз і назовні. Цей ефект був сильніше виражений у жінок з великим розміром. Це може бути пов'язано з видом використаних бюстгальтерів, оскільки після їх зняття спостерігалося поліпшення.

## Лікування
Деякі жінки з мастоптозом погоджуються на хірургічне лікування — пластичну операцію з підтяжки грудей. Іноді при цьому також вводяться імпланти.
У пластичній хірургії птоз грудей розрізняють за категоріями, залежно від розташування і орієнтації сосково-ареолярного комплексу щодо шкірної згортки під молочною залозою (де нижня сторона грудей відповідає передній стінці грудної клітки). Ступінь відхилення сосково-ареолярного комплексу вниз визначають способом вимірювання відстані від центру соска до вирізки грудини (яремної ямки).
Стандартні антропометричні вимірювання проводять у молодих жінок не лише для оцінки ступеня вираженості птозу, але і симетричності молочних залоз. Зазвичай ця відстань становить 21 сантиметр (8,3 дюйми). Пластичні хірурги оцінюють ситуацію і форму грудей. Верхня частина молочної залози, що містить сосок, може бути плоскою (180 градусів) або гострою (менше 180 градусів). Величина кута вершини молочної залози зазвичай перевищує 60 градусів. Величина кута вершини молочної залози частково залежить від ступеня натягу зв'язок Бондаря, що їх підтримують. Наприклад, коли жінка лежить на спині, верхня частина молочної залози сплющується, а кут вершини може стати «тупим» (перевищувати 180 градусів).